# Relógio Municipal
O Relógio Municipal é um relógio de torre localizado no Centro Histórico da cidade de Manaus, capital do estado do Amazonas. Possui arquitetura neoclássica e sua engrenagem foi importada da Suíça.
O monumento faz parte do programa de embelezamento da cidade do ex-prefeito José Francisco de Araújo Lima em meados do século XX. Foi instalado mais precisamente na Avenida Eduardo Ribeiro, com sua frente voltada para o rio Negro.

## Características
Instalado no início da Avenida Eduardo Ribeiro, o Relógio Municipal foi encomendado a uma relojoaria da Suíça, sendo montado e revisado por Pelosi & Robert, antigos ourives de Manaus. A base quadrangular tem 5 metros de altura e é toda de pedra com moldura de cimento.
Há uma frase em latim gravada na borda do Relógio Municipal – “vulnerant omnes, ultma necat”, que na língua portuguesa diz: “todas ferem, a última mata”. Significa que para tudo há um tempo de acabar, até mesmo a vida.